# عمود جرش

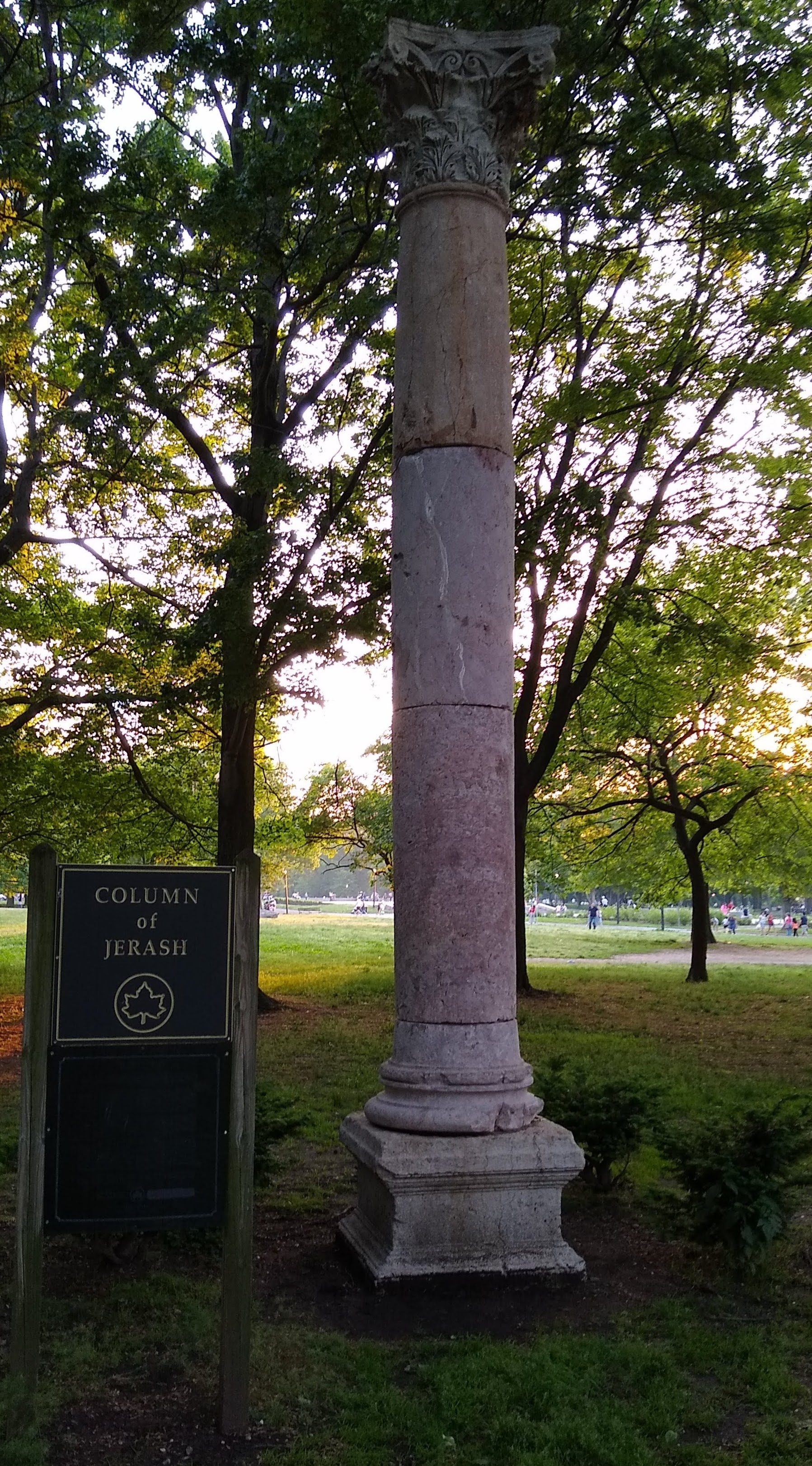
عمود جرش في حديقة فلاشينج ميدوز-كورونا عام 2022

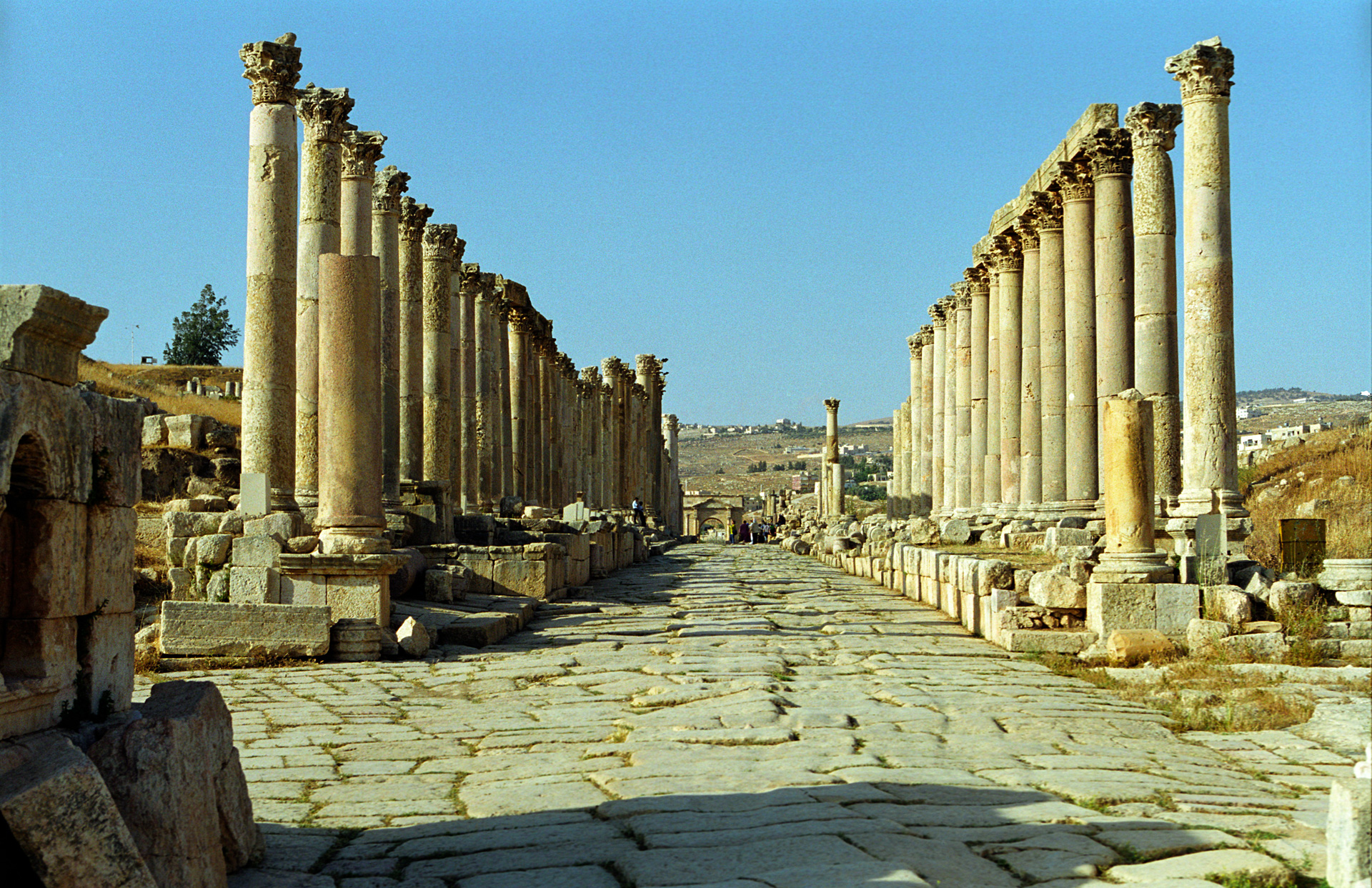
شارع الأعمدة في مدينة جرش الاثرية

عمود جرش، المعروف أيضًا باسم عمود جرش الهامس، هو نصب تذكاري في متنزه فلاشينج ميدوز-كورونا، كوينز، مدينة نيويورك. تم بناء العمود أصلاً في القرن الثاني الميلادي تحت الحكم الروماني في جرش، الأردن. كان العمود موجود في متنزه فلاشينج ميدوز-كورونا منذ عام 1964، عندما تم إهداؤه إلى المدينة من قبل الملك حسين الأردني لمعرض نيويورك العالمي في عامي 1964-1965. :152

## البنية والأصل
يعود أصل العمود إلى جراسا (جرش القديمة)، وهي مدينة في مقاطعة سوريا الرومانية القديمة. ويعتقد أنه تم تشييده من قبل الرومان حوالي عام 120 م، :152خلال فترة من الازدهار الكبير في المدينة. يبلغ طول العمود 4.94 متر (16.2 قدم)، ويبلغ نصف القطر له 0.64 متر (2.1 قدم)، وهو ما يتفق مع نسب الأعمدة الكورنثية،  وتتكون من ثلاث أسطوانات رخامية وقاعدة علية وقمة كورنثية. تبلغ كتلته الإجمالية 6,240 كيلوغرام (6.14 طن كبير).

### مكان النقل
قيل إن العمود يعود أصله إلى معبد أرتميس في جرش - وهو معبد مخصص لإلهة جرش الراعية، أرتميس؛ وقد نُشر هذا الارتباط أيضا في أرشيف مؤسسة المعرض العالمي لعامي 1964-1965، وفي كتيبات السفر، وعلى اللوحة التكريسية للعمود. ومع ذلك، فإن دراسة أجريت عام 2015 تثير الشك حول هذا الادعاء بسبب التناقضات المختلفة بين عمود جرش وأعمدة المعبد. على سبيل المثال، يُقال إن الأعمدة الأخرى يبلغ ارتفاعها أكثر من 13 متر (43 قدم) يبلغ ارتفاع تقريبًا، أي ما يقرب من ثلاثة أضعاف ارتفاع العمود في الحديقة. بالإضافة إلى ذلك، وبما أن الأعمدة أُعيد استخدامها في مبانٍ مختلفة، فإن المبنى الاصلي في جرش الذي نشأ منه العمود غير معروف.

### زلزال عام 749
تعرضت مدينة جرش لزلزال قوي عام 749م، مما تسبب في أضرار جسيمة في الهياكل القديمة للمدينة. وفي أعقاب هذا الزلزال، أعيد استخدام العديد من قطع الأعمدة القديمة في البناء. وقد تم لاحقًا التنقيب عن بقايا أخرى وإزالتها أثناء إعادة بناء جرش في الستينيات.

## المعرض العالمي

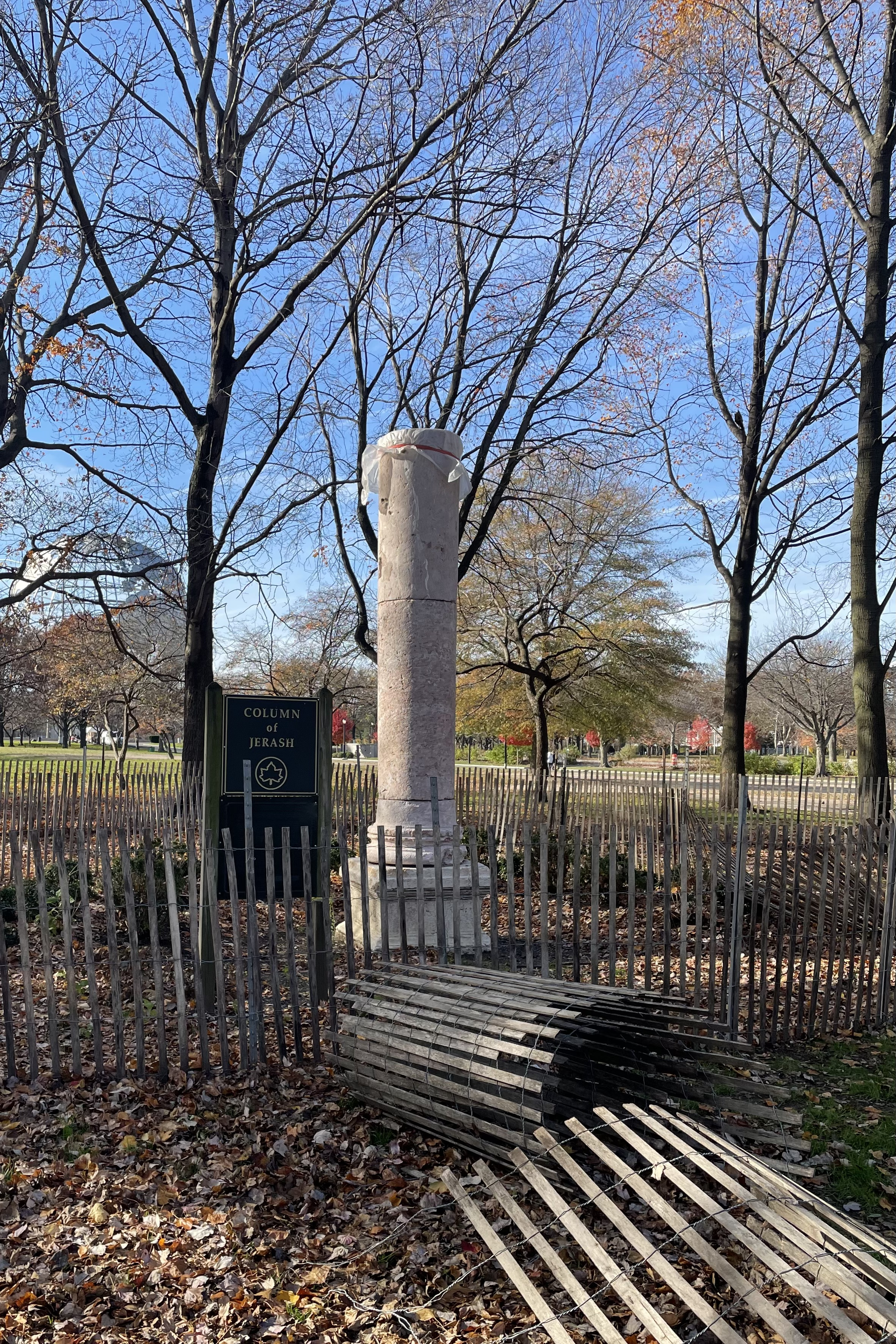
في الصورة عمود جرش مع أسطوانته العلوية وتاجه المفقود اعتبارًا من 24 نوفمبر 2023.

تم العثور على عمود جرش أثناء إعادة بناء مدينة جرش في أوائل الستينيات. التقى سمسار البورصة الأمريكي هيو د. أوكينكلوس الابن بالملك حسين ملك الأردن عام 1962 وشجع مشاركة الأردن في معرض نيويورك العالمي في الفترة 1964-1965. وافق الملك الحسين على المشاركة وأرسل العمود كهدية دبلوماسية إلى المعرض العالمي. وستكون الأردن واحدة من 36 دولة أجنبية لها معارض في المعرض. :244ومع ذلك، كان العمود الذي تم تسليمه إلى المعرض العالمي أصغر من العمود المعروض في الأصل، والذي كان قياسه 9.75 متر (32.0 قدم) يبلغ ارتفاعه 16,329.3 كيلوغرام (36,000 رطل) ووزنه 16329.3 كيلوغرام (36000 قدم مربع). بالكتلة.
هذا الاستبدال،الذي قبله نائب رئيس المعرض العالمي تشارلز بوليتي والمدير ليونيل هاريس، لم يتم الكشف عنه لرئيس المعرض العالمي روبرت موزس. تم الإعلان عن الاستحواذ على العمود في مايو 1963. وقد كرس الملك حسين العمود رسميًا للمدينة عند افتتاح المعرض العالمي؛  وتم إهداؤه كنصب تذكاري دائم ليظل معروضًا في الحديقة بعد انتهاء المعرض، كما هو مذكور في سجلات المعرض.
خلال المعرض العالمي، وقف العمود إلى جانب جناح الأردن،  الذي ضم جدارية وقصيدة تصور التراث الديني وصُمم ليشبه الكثبان الرملية المميزة للصحراء الأردنية. وكان الجناح إلى جانب الجناح الأميركي الإسرائيلي، مصدر جدل بين إسرائيل والأردن في المعرض وسط التوترات الإقليمية في الشرق الأوسط. وكان عمود جرش أحد أهم عوامل الجذب في المعرض. وعلى الرغم من تفكيك العديد من هياكل المعرض العالمي بعد انتهاء فعالياته في أكتوبر 1965، فقد ظل عمود جرش محفوظًا في الحديقة، وفاءً منه لالتزامه.

## نُصب تذكاري
لا يزال عمود جرش موجود في متنزه فلاشينج ميدوز-كورونا، إلى الشرق من يونيسفير، وهو أحد المعارض القليلة من المعرض العالمي التي لا تزال معروضة. عام 2001 تم وضع علامة تذكارية للهدية في قاعدة العمود. قامت قناة التاريخ بمشروع بقيمة 20000 دولار لتجديد العمود في عامي 2004-2005، وسط مخاوف بشأن الظروف الجوية (مثل الأمطار الحمضية) والسلامة البنيوية، كجزء من تعاون أكبر مع المدينة لاستعادة وصيانة مواقع تاريخية مختلفة. عام 2008 تم ملء شقوق العمود بالملاط كإجراء وقائي ضد أضرار المياه. أضافت إدارة المتنزهات والترفيه في مدينة نيويورك لوحة جديدة عام 2011 لتكملة اللوحة القديمة وجذب المزيد من الانتباه إلى العمود من زوار الحديقة. ويُعتقد أن العمود هو ثاني أقدم نصب تذكاري في مدينة نيويورك، بعد إبرة كليوباترا في سنترال بارك.:244 40°44′47″N 73°50′32″W / 40.7465°N 73.8423°W

## انظر ايضا
- متحف آثار جرش
- شارع الأعمدة (جرش)